# Földesi Gyula (nyomdász)
Földesi Gyula (ruszinul: Юлій Фельдеши), születési nevén Julij Fedorinyka, Szobránc, 1875. szeptember 7. – Szambir, 1947.) ruszin nyomdász, politikus.

## Élete
Az Ung megyei Szobráncon született Julij Fedorinyka néven Julianna Fedorinyka törvénytelen gyermekeként. Az ungvári gimnáziumban tanult. A nyomdász mesterséget az ungvári Bartolomej Ieger nyomdájában tanulta ki. 1899-ben magyarosította nevét Földesi Gyulára. A Szent Vaszilij Társaság nyomdáját, majd 1902-től az Unio nyomdát irányította. 1907-ben megvette Bartolomej Ieger nyomdáját, melyet letartóztatásáig vezetett, és az 1945-ös államosításig a tulajdonában volt. Az Egyesült Államokban is működtek könyvkereskedései, alapítója volt továbbá a Határszéli Újságnak. Az Autonóm Földműves Szövetség tagja volt, e párt tagjaként pedig szenátor 1935–1938 között. A magyarok által 1939-ben megszállt Kárpátalján a Kárpátaljai Kormányzóság tanácsosa, valamint Budapesten képviselő volt a parlamentben. Miután a szovjetek 1944 őszén megszállták Kárpátalját, Földesit letartóztatták, majd kollaboráció vádjával életfogytiglani börtönre ítélték. 1947-ben, az NKVD szambori (ma: Szambir) börtönében halt meg.